# Panjwayi
Panjwayi är ett distrikt i Afghanistan. Det ligger i provinsen Kandahar, i den centrala delen av landet, 500 kilometer sydväst om huvudstaden Kabul.
Distriktet beräknades år 2022 ha cirka 102 000 invånare.